# Marta Rovira
Marta Rovira i Vergés (Vic, 25 de enero de 1977) es una abogada y política española. Fue la secretaria general de Esquerra Republicana de Catalunya entre 2011 y 2024, y vive en Ginebra, Suiza, desde marzo de 2018.

## Biografía
Algunos de sus antepasados participaron en la política en el ámbito local durante la dictadura franquista.  Su abuelo materno, Francesc Vergés i Ordeig, fue alcalde de San Pedro de Torelló entre 1956 y 1965, y mientras que uno de sus bisabuelos por parte de padre, Jaume Rivera i Camps, fue alcalde de Prats de Llusanés entre 1939 y 1941.
Marta Rovira es licenciada en Derecho por la Universidad Pompeu Fabra y en Ciencias Políticas y de la Administración Pública por la Universidad Abierta de Cataluña.
Ha ejercido de abogada, ha sido profesora de Derecho Administrativo en la Escuela de Policía de Cataluña (2003-2006) y directora del ámbito de servicios de apoyo de la Agencia Catalana de Cooperación al Desarrollo (2007-2011).
Anteriormente, fue vocal secretaria de los Jóvenes Abogados de Catalunya (2006-2007), responsable del Grupo de Abogados Jóvenes de Vic (2004-2006), en representación del cual fue miembro de la Junta de Gobierno del Colegio de Abogados de Vic; miembro de la Plataforma Solidaria de la UPF (1999) y responsable de la Asociación de Estudiantes Juristas sin Fronteras (1997-1999). Ha sido miembro de la colla castellera Sagals d’Osona y es socia de la Cruz Roja.

### Carrera política
Marta Rovira milita en Esquerra Republicana de Catalunya desde 2005. En el 25.º Congreso Nacional del partido, celebrado en 2008, fue elegida secretaria nacional de Política Internacional, Europea y Cooperación. Ese mismo año, hasta 2012, también fue la secretaria general de la Alianza Libre Europea.
En el 26.º Congreso Nacional (2011) fue elegida secretaria general de Esquerra Republicana. Fue entonces cuando asumió el liderazgo del partido, junto con Oriol Junqueras, presidente de Esquerra Republicana.
En las elecciones al Parlamento de Cataluña de 2012, fue elegida diputada del Parlament de Catalunya y entre 2012 y 2015 fue la portavoz del grupo parlamentario de Esquerra Republicana. El 2015 se volvió a presentar a las elecciones catalanas, esta vez formando parte de la coalición independentista Junts pel Sí y también fue elegida diputada y portavoz del grupo parlamentario.
En las elecciones al Parlamento de Cataluña de 2017, encabezó con Junqueras la candidatura de Esquerra Republicana de Catalunya-Catalunya Sí a la circunscripción de Barcelona. Esquerra Republicana obtuvo 32 escaños.
Las principales motivaciones políticas de Rovira son la defensa de los derechos humanos, especialmente los derechos de las mujeres, la justicia social y la independencia de Cataluña. Rovira aboga por el republicanismo como modelo que vela por el interés general y el bien común, la igualdad de oportunidades y la transparencia y corrupción cero. Como independentista, Rovira defiende que estos principios republicanos sólo se podrán alcanzar en una República Catalana, la cual se debe ganar en un referéndum que permita a los catalanes decidir su futuro..

### Causa judicial
El 22 de diciembre de 2017,  el Tribunal Supremo la imputó por un presunto delito de rebelión por su participación en la organización del Referéndum de independencia de Cataluña del 1 de octubre de 2017. Fue citada a declarar por el mismo Tribunal el 19 de febrero de 2018 y, finalmente, fue puesta en libertad condicional bajo una fianza de 60.000€. El 21 de marzo de 2018, el juez Llarena citó para el 23 de marzo a los investigados en la causa para comunicarles la interlocutoria de procesamiento y revisar su condición de libertad provisional.
El día 22 de marzo de 2018, una vez finalizada la votación fallida para la investidura de Jordi Turull como presidente de la Generalidad de Cataluña, Rovira renunció, junto con Carme Forcadell y Dolors Bassa, al acta de diputada del Parlamento de Cataluña. Al día siguiente, 23 de marzo, decidió no presentarse a declarar ante el Tribunal Supremo. Alegó que no disponía de las garantías judiciales suficientes y se marchó a Suiza,donde vive desde entonces.
Ese mismo día, el 23 de marzo de 2018, el juez Pablo Llarena activó una orden de detención europea e internacional, y una demanda de extradición contra Rovira, que se añadía a las reactivadas contra Carles Puigdemont, Antoni Comín, Lluís Puig, Meritxell Serret y Clara Ponsatí. 
El 19 de julio de 2018, ante la decisión de la justicia de Alemania contraria a la entrega de Carles Puigdemont por el delito de rebelión, el juez Llarena retiró todas las órdenes de detención europeas e internacionales emitidas, entre ellas la de Rovira.
El 6 de noviembre de 2023, el juez de la Audiencia Nacional Manuel García-Castellón la citó como investigada por un presunto delito de terrorismo vinculado a la organización de las protestas de Tsunami Democrático, junto a Carles Puigdemont y diez personas más. Una imputación que ha sido recurrida por la Fiscalía, que considera que no existe ningún indicio para un posible delito de terrorismo sino de desórdenes públicos agravados.

### Residencia en Suiza
Desde 2018, Rovira vive huida de la Justicia española en Suiza. No puede volver a España porque sobre ella pesa una orden de detención e ingreso en prisión, y si sale de territorio suizo, debería hacer frente a una euroorden.
Desde Ginebra, compagina su trabajo como secretaria general de Esquerra Republicana Republicana con el trabajo que realiza en diversos proyectos que promueven la investigación de políticas sobre la diversidad cultural y lingüística, el derecho de autodeterminación, resolución de conflictos y derechos humanos, entre otros, a escala europea e internacional.

### Vida personal
Está casada con Raül Presseguer, con quien tuvo una hija en 2011.

## Libros sobre Marta Rovira
- Eva Piquer i Vinent (2014). Marta Rovira, cada dia més a prop (en catalán). Raval Edicions / Proa. ISBN 9788498092851.

## Libros publicados
- Oriol Junqueras y Marta Rovira (2020). Tornarem a vèncer (i com ho farem) (en catalán). Ara llibres. ISBN 978-84-17804-57-2.